# Balogh Attila (költő)
Balogh Attila (Szikszó, 1956. február 3. –) magyar-cigány költő, író, újságíró.

## Családja
Szegény magyarcigány családba született hetedik, utolsó gyermekként. Édesapja, Balogh Béla a máshol megjelent téves információk ellenére nem vándorolt ki az országból. 1942-43-ban megjárta a Don-kanyart, a 21/II-es zászlóaljnál volt honvéd szakaszvezető, itt szenvedett súlyos sebesülést. Sérülése miatt leszerelték, ezért 1944-ben már szülőfalujában, Alsóvadászon élte meg a falusi zsidó családok elhurcolását; ekkor feleségével sikerült egy zsidó kislányt elbújtatniuk és megmenteniük. Balogh Attila életére nagy hatást gyakorolt a szülei embermentése a holokauszt idején. A nő felnőttkorában visszalátogatott a cigánytelepre, ahol találkozott az akkor még gyermek Attilával is.
Édesanyja, Budai Irén, fiatalon árva lett, így nevelőszülőkhöz került, egy magyar kisnemesi család nevelte fel, neveltetése miatt is különcnek számított a cigánytelepen, a legnagyobb szegénységben is ragaszkodott a gyermekkorában tanult rendhez.
A család az apa muzsikálásából élt sokáig, cimbalmosként járta a városokat, így napokat nem volt a családjánál. A háborús sérülésére visszavezethető mozgássérültsége miatt csak későn, a helyi termelőszövetkezet gépesítése után tudott elhelyezkedni. Emiatt is a család sokat nélkülözött, a gyermekkori éhezés írásainak sokszor visszaköszönő témája. Így sokszor a helyi patak vizéből fogott halak, vagy a patak partján növő növényekből fonott kosarak eladási ára jelentette a család egyetlen bevételét.
Testvérei közül két bátyja munkásként dolgozott, idősebbik a Szovjetunióban, a mai Kazahsztánban, fiatalabbik Edelényben a szénbányában, majd a Diósgyőri Lenin Kohászati Műveknél. Nővérei közül ketten tudtak középiskolába járni, három nővére már nem él.
Nős, öt gyermeke, hat unokája van; négy fia közül a legidősebb az ELTE BTK-n doktorált és az egyetemen docensként kutat és tanít.

## Élete
Születése után egy évvel gyermekbénulás miatt mozgássérültté vált. Emiatt családjával csak az iskolai tanítási szünetekben élt, a tanév többi idejében Nagybarcán, kollégiumban. Az iskolai évek, elsősorban a nevelőtanárok, nővérek durvaságai, rasszista megnyilvánulásai nyomon követhetőek Balogh Attila költészetében. De emellett az iskolai társak elvesztése is jelentős hatást gyakorolt, gyakorol költészetére.
Hazalátogatásai során azonban ugyan ezek a durvaságok eltűntek, de a mai szóval az akadálymentesített körülmények nem voltak adottak. A gyermek Balogh Attila a cigánytelepen is ki volt téve a betegsége miatti megbélyegzésnek. Az egyetlen megismert nagyszülője, apai nagyanyja 1962-es halála ezen sokat változtatott, a nő ugyanis rendkívül ellenséges volt a gyermek Attilával, úgy vélte, hogy egy nyomorék gyermeknek nincs helye a családban.

### Fiatalkora, tanulmányai, végzettsége
Az általános iskola elvégzése után, a kor mozgássérült-politikájának megfelelően szakmát tanult, azokból a szakmákból választhatott, amelyet a nevelőotthon felajánlott. Francia női szabó lett, azonban a Miskolci Városi Tanács munkaerőpolitikája nyomán közterületfenntartók és kukások számára varrt mellényeket.
Ennek hatására úgy döntött, hogy leérettségizik, ezután felvételt nyert az ELTE magyar-könyvtár szakára. Innen azonban fél év után elbocsájtották, mert vallási meggyőződése miatt rossz viszonya lett az egyik oktatójával. Ezt követően Kuklay Antal katolikus pap hatására részt vett a cigánypasztorációban, majd a Katolikus Hittudományi Akadémiára járt, görögkatolikus papnak készült, tanulmányait azonban nem tudta befejezni, mert 1979-ben megszületett első gyermeke.

### Ellenzékiként a Kádár-rendszerben
Balogh Attila az 1980-as évektől ismert ellenzékiekkel ápolt szoros barátságot, az 1956-os szerepvállalásért elítélt Eörsi István haláláig tartotta vele a kapcsolatot. A Szegényeket Támogató Alap (SZETA) munkájába is bekapcsolódott, innen is ismerte Havas Gábort és Solt Ottiliát. A kommunista államvédelem belső elhárítása ezért egészen 1990-ig megfigyelte és kartont vezetett róla.

### Munkahelyei
1975-től még Miskolcon gyógy-gondozóként dolgozott. Archiválva 2021. augusztus 10-i dátummal a Wayback Machine-ben. Ezt követően rövid ideig a Miskolci Városi Könyvtárban volt könyvtáros. A rendszerváltozás után - már Budapesten - egy ideig az Amaro Drom (Utunk) című roma lapnál dolgozott, majd 1994-ben önálló lapot indított, Cigányfúró címen. A lap főszerkesztőjeként egyszerre tagadta meg, hogy a lap "etnikai" vagyis csak cigány lap legyen, művészeti arculat nélkül, ahogy azt is, hogy az pusztán értelmiségi, művészeti orgánum legyen a cigánysággal való kapcsolatok nélkül. A lap főszerkesztő-helyettesei F. Havas Gábor, Prónai Csaba voltak. Balogh Attila kísérlete, hogy egy "kisebbségszellemű művészeti és közérzeti folyóirat"-ot hozzon létre, végül anyagi források hiányában 1998-ig tartott. Ezt követően egy ideig Kerényi György meghívására a Rádió C-ben vezetett műsort, illetve az Amaro Drom-ba írt külső, állandó munkatársként.
Jelenleg szabadúszó művészként publikál különböző heti-, illetve havi lapokba, úgymint az Élet és Irodalomba, vagy a Mozgó Világba.
2010-től a Holland Református Egyház és a magyarországi Jezsuita Rend együttműködéséből önkéntes, társadalmi munkaként szociális foglalkozásokat vezet függőbetegek felzárkóztatására. Szociális terapeuta vizsgáit 2012-ben tette le.

## Művei
- Lendítem lábamat; Szépirodalmi, Bp., 1980
- Balogh Attila versei; Cserépfalvi, Bp., 1991
- József Attila a peep-showban. Esszék, HumoRom és az utolsó vers; Filum, Bp., 1997
- Egyvéleményen; Amaro Drom, Bp., 2003
- Óvatos emlékezés; Lector, Marosvásárhely, 2014
- A lélek infarktusai; Lector, Marosvásárhely, 2016

## Díjai, elismerései
- Párhuzamos Kultúráért díj (2013)[9]